# Moemedi Moatlhaping
Moemedi Moatlhaping  est un footballeur botswanais né le 14 juillet 1985 à Moshupa. Il évolue au poste de milieu de terrain avec Gaborone United.

## Palmarès
- Championnat du Botswana de football : 2005, 2009, 2010, 2011
- Coupe du Botswana de football : 2005